# Нормандия (регион)
 Тази статия е за историческата област във Франция.  За града в Бразилия вижте Нормандия (Рорайма).  
Нормандия (на френски: Normandie) е регион в северозападна Франция. Граничи с протока Ла Манш на север и запад, с Бретан на югозапад, с Пеи дьо ла Лоар на юг, с Център-Вал дьо Лоар и Ил дьо Франс на югоизток и с О дьо Франс на североизток. Административен център е град Руан.
Регионът е образуван през 2016 година с обединяването на Долна Нормандия и Горна Нормандия.

## История

### Хронология
- 5 век – заселване на франките. Нормандия е част от франкската държава.
- 9 век – нашествия на норманите.
- от 911 до 1204 г. херцогство Нормандия (английско владение).
- 1204 – отвоювана от френския крал Филип II (Франция) (1165 – 1223).
- 1420 – анексирана от Англия.
- 1468 – присъединена към Франция.

### През Втората световна война
На 6 юни 1944 г. американски, канадски и британски войски дебаркират в Нормандия и откриват втори фронт във войната срещу нацистка Германия. С това се поставя началото на операция Овърлорд, която остава най-големият морски десант, осъществяван някога. До окончателното овладяване на областта и изтласкването на германските войски дълбоко навътре във Франция и разчистването на пътя към Париж през август в нея участват над 2 млн. войници.
Макар и първоначалната атака да е извършена само от американци, канадци и британци, впоследствие в операцията се включват и австралийски, белгийски, чешки, гръцки, холандски, новозеландски, норвежки, полски и френски войници. Планирането на операцията започва още през януари 1943 г., но тя е забавена до средата на 1944 г. главно по стратегически причини. Докато Москва настоява за фронтална атака от запад срещу Хитлер, съюзниците предпочитат периферната война и през 1942 г. и 1943 г. осъществяват операциите в Северна Африка и Италия, изолирали Германия от ресурси и съюзници.
Бързото руско настъпление към сърцето на Европа обаче кара съюзниците да дебаркират във Франция и да открият втори фронт. Десантът се ръководи от ген. Дуайт Айзенхауер и ген. Бърнард Монтгомъри. Под тяхно командване са 47 дивизии – 21 американски и 26 от останалите съюзници. В дебаркирането участват 6000 плавателни съда, подкрепяни от въздуха от 12 000 самолета. Над немските позиции в подготовка за десанта са изсипани 5000 тона бомби. Истинският десант, осъществен между Кан и Шербур, е предшестван от две лъжливи маневри при Кале и в Норвегия.